# 1552
Năm 1552 (số La Mã: MDLII) là một năm nhuận bắt đầu từ ngày thứ Sáu trong lịch Julius.